# Таэбла (волость)
Та́эбла, встречается также Та́ебла (эст. Taebla ) — бывшая волость в составе уезда Ляэнемаа, Эстония.

## Положение
Площадь волости — 141 км², численность населения на  1 января 2008 года составляла 2 911 человек.
Административный центр волости — посёлок Таэбла. На территории волости находится также ещё один посёлок (Паливере) и 15 деревень.